# Walter Rauch (Politiker, 1961)
Walter Rauch (* 4. August 1961 in Dünserberg) ist ein österreichischer Landwirt und Politiker (ÖVP). Er war von 2008 bis 2009 Abgeordneter zum Vorarlberger Landtag.

## Leben
Rauch lebt in Dünserberg, ist verheiratet und Vater von zwei Kindern.

## Politik
Rauch ist seit 1985 Bürgermeister von Dünserberg. Er vertrat die ÖVP Vorarlberg seit dem 5. Juni 2008 im 28. Vorarlberger Landtag und war dort innerhalb des ÖVP-Landtagsklubs Bereichssprecher für Gemeindepolitik und Abfallwirtschaft. Nach der Landtagswahl in Vorarlberg 2009 schied Rauch aus dem Landtag aus.

## Auszeichnungen
- Am 27. April 2010 erhielt Walter Rauch das Silberne Ehrenzeichen des Landes Vorarlberg.[1]